# Norbert Hosnyánszky
Norbert Hosnyánszky (ur. 4 marca 1984) – węgierski piłkarz wodny. Złoty medalista olimpijski z Pekinu.
Igrzyska w 2008 były jego jedyną olimpiadą. W turnieju zdobył dwie bramki w siedmiu spotkaniach. Był srebrnym (2006) i brązowym (2008) medalistą mistrzostw Europy.